# Sankt Ingbert
Con sus 38.700 habitantes, Sankt Ingbert es la quinta ciudad más grande del Sarre y está situado a aprox. 10 km de Saarbrücken. 
Consta de los distritos de St. Ingbert-Mitte (St. Ingbert Central; en el cual se incluye Sengscheid), Rohrbach, Hassel, Oberwürzbach (con Reichenbrunn y Rittersmühle) y Rentrisch.
Hasta los años 70 era una importante ciudad de minería.
- Datos: Q14907
- Multimedia: St. Ingbert / Q14907

1. ↑  Worldpostalcodes.org, código postal n.º 66386.